# Therese von Sternbach
Therese von Sternbach (Brunico, 20 maggio 1775 – Innsbruck, 5 aprile 1829) nata nel Tirolo italiano e di etnia austriaca, fu un'eroina che combatté per la libertà tirolese durante la rivolta popolare del 1809 ottenendo per questo un riconoscimento imperiale.

## Biografia
Nacque a Brunico da Josef Obholzer e Walburga Waitz nel 1775. Sposò il barone Franz Andreas von Sternbach il 17 giugno 1799 e divenne in tal modo baronessa. Visse a Gais sino a quando, col consorte, si trasferì a Mühlau, il comune poi divenuto frazione di Innsbruck, nel castello di famiglia. Franz Andreas morì il 10 febbraio 1808.
Rimasta vedova e ricca, seppe gestire con attenzione il suo patrimonio. In occasione dell'insorgenza tirolese sostenne i combattenti contro i francesi, affiancandosi a Josef Speckbacher e Martin Teimer von Wildau e pure lei prese parte alla lotta.  Venne tradita e denunciata all'autorità, arrestata, trasferita a Monaco di Baviera poi a Strasburgo. Venne liberata con un'amnistia dopo la pace e ritornò al suo castello. Francesco II d'Asburgo-Lorena nel 1820 le conferì la medaglia d'oro in riconoscimento dei suoi servizi.

## Combattente per la libertà tirolese
Divenne una figura patriottica femminile tirolese, accomunata ad altre divenute eroine locali in quel periodo storico, e la Sternbach fu affiancata a Giuseppina Negrelli, Katharina Lanz e Anna von Menz per quanto concretamente fecero.
Il suo diario personale, nel quale raccolse i fatti che la videro protagonista o partecipe, usci postumo nel 1849, vent'anni dopo la sua morte, e in una nuova edizione nel 1977.

## Opere
- (DE) Tagebuch der Baronin v. Sternbach in Mulhau 1809: nebst kurzer Biographie derselben ..., Innsbruck;, Wagner (libr.), 1849, OCLC 797480566.
- (DE) Das Tagebuch der Baronin Therese von Sternbach: ein Dokument aus dem Tiroler Freiheitskampf 1809, Revisione di Wolfgang Pfaundler, Wien; München; Zürich; Innsbruck, Molden, 1977, ISBN 9783217009004, OCLC 5368215.